# Стрелка (Вадский район)
Стрелка — село в Вадском районе Нижегородской области. Административный центр Стрельского сельсовета.

## История

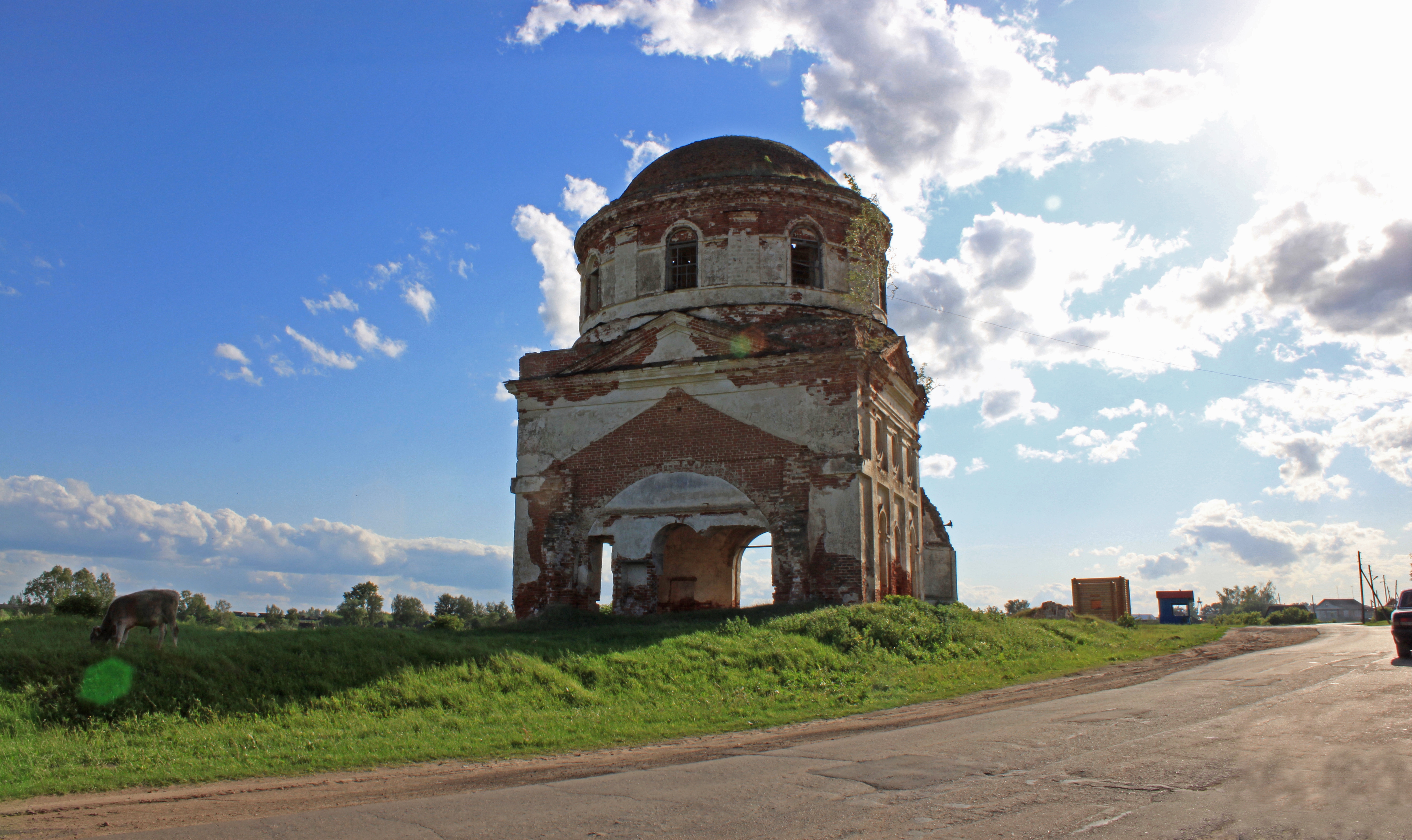
Церковь Вознесения Господня в Стрелке

До конца XVIII века Стрелка имела статус «деревни», а селом она стала в 1797 года, когда была построена деревянная Покровская церковь. Впоследствии, в 1824 году, была возведена каменная трехпрестольная церковь.
По одной из легенд, название села произошло от слов «Летим стрелой», когда на проезжающих по трактовой дороге купцов, располагающейся между Арзамасом и Мурашкино, совершались нападения (грабежи). Купцы ехали обозом, потому как время было смутное, грабежи чаще всего происходили около болот. Приближаясь к болотам, ехавший впереди давал клич: «Летим стрелой!» Со временем около дороги появились дома, и селение стали называть Стрела, а позднее Стрелка.
Однако, вероятнее всего, село было так названо по изначальному месторасположению (восточный конец улицы Пешелань) — на стрелке между речкой Ватьмой и ручьем Валвалей.

## Инфраструктура
На сегодняшний день в с. Стрелка имеется, отделение почты России, бассейн, автосервис, несколько продуктовых магазинов, библиотека, кладбище.

## Известные уроженцы
- Добротворский, Михаил Михайлович (1836-1874) - врач, создатель первого айнско-русского словаря (1875).
- Добротворский, Иван Михайлович (1832—1883) — историк раскола.